# Eric Idle
Eric Idle (* 29. März 1943 in South Shields, County Durham) ist ein britischer Komiker, Schauspieler, Filmproduzent, Regisseur, Komponist und Buchautor. International bekannt wurde er als Gründungsmitglied der Gruppe Monty Python.

## Frühe Jahre und Ausbildung
Eric Idle wurde im März 1943 in einem Krankenhaus in der Hafenstadt South Shields geboren, wohin seine Mutter Norah Barron Sanderson, die in der öffentlichen Gesundheitsfürsorge (Public Health) angestellt war, aus Nordwestengland evakuiert worden war. Sein Vater Ernest Idle war im Zweiten Weltkrieg in der Royal Air Force und kam im Dezember 1945 bei einem Verkehrsunfall ums Leben, als er nach Hause trampen wollte. Zunächst besuchte Eric Idle eine Grundschule in Wallasey, als Siebenjähriger wurde er dann von seiner Mutter in ein Internat in Wolverhampton geschickt. Dies war zu jener Zeit ein gemeinnütziges Institut zur Ausbildung von Halbwaisen bzw. Waisenkindern. Idle beschreibt die dortigen Verhältnisse als raue Umgebung, geprägt von körperlicher Gewalt und Schikanen, mit denen er als Kind aufwachsen musste: „Ich gewöhnte mich daran, mit Gruppen von Jungen umzugehen, mit dem Leben unter unangenehmen Umständen zurechtzukommen und schlau und witzig und subversiv auf Kosten der Autorität zu sein. Perfektes Training für Python.“
Idle brachte es zwar zum Schülersprecher, meinte aber, dass die Sendungen von Radio Luxembourg, unter der Bettdecke gehört, und die Spiele des örtlichen Fußballvereins Wolverhampton Wanderers die beiden einzigen Dinge gewesen seien, die sein Leben damals erträglich machten. Aus lauter Langeweile wurde er ein fleißiger Schüler und gewann einen Studienplatz an der Universität Cambridge, wo er am Pembroke College Anglistik studierte. Hier wurde er von Tim Brooke-Taylor, dem Präsidenten des angesehenen Theaterclubs Cambridge Footlights, zur Mitwirkung in diesem Club eingeladen. 1965 wurde Idle Präsident des Footlights Clubs und ermöglichte Frauen erstmals die Clubmitgliedschaft. Sein Auftritt in der Kinderserie Do Not Adjust Your Set, den er zusammen mit mehreren späteren Monty Pythons absolvierte, wurde zum Beginn seiner schauspielerischen Karriere.

## Karriere bei Monty Python
Im Gegensatz zu den anderen Mitglieder der Monty-Python-Gruppe, die bevorzugt ihre Sketche zu zweit schrieben (Cleese/Chapman und Palin/Jones), schrieb Idle seine Beiträge allein. Sie bestanden häufig aus längeren, komplexen Monologen oder eingängigen Einzeilern. Einer seiner zahlreichen Monty-Python-Sketche ist der Nudge Nudge Wink Wink-Sketch („Knick-Knack-Zwinker-Zwinker“).
Seine Fähigkeiten als Sänger und Komponist kamen ihm bei seiner Arbeit für Monty Python zugute, denn er verfasste mehrere der Lieder, die in Fernsehserien, Filmen und Tonaufzeichnungen zu hören sind. Darunter befinden sich Eric the Half-a-Bee, The Philosophers’ Song und, vermutlich das bekannteste, Always look on the Bright Side of Life, das er für die Schlussszene von Das Leben des Brian schrieb und das im Film von einer Schar von Gekreuzigten gesungen wird.
In den 1970er Jahren wirkte er als Verfasser der Monty-Python-„boks“ (absichtliche Falschschreibung des englischen books, „Bücher“), und er schrieb über seine Erfahrungen mit der Komikergruppe im fünften Teil der 2003 erschienenen Buchreihe A Pocketful of Python („Eine Tasche voller Python“), in dem er auch einige seiner Lieblingssketche, verfasst sowohl von ihm als auch den restlichen Pythons, beschrieb.
Am 12. August 2012 trat er in der Abschlusszeremonie der Olympischen Sommerspiele in London auf.

## Tätigkeit als Autor
Idle verfasste mehrere Bücher, darunter auch zwei Romane, Hello Sailor! (deutscher Titel: Hallo Seemann!) und The Road to Mars (deutscher Titel: Die Reise zum Mars). 1976 verfasste er einen Ableger zu Rutland Weekend Television, einer von ihm für BBC 2 produzierten Fernsehserie mit dem Titel The Rutland Dirty Weekend Book. 1982 schrieb er ein Stück für das West End Theatre in London mit dem Titel Pass The Butler und Willie Rushton in der Hauptrolle.
Außerdem war er Autor der Story und Co-Autor der Musik und Liedtexte für das Musical Monty Python’s Spamalot, das auf dem Film Monty Python and the Holy Grail beruht und am 9. Januar 2005 in Chicago uraufgeführt wurde, bevor es an den Broadway in New York umzog. Dort gewann es den Tony Award für Bestes Musical in der Saison 2004–2005. Die Reaktionen der anderen Monty-Python-Mitglieder auf das Musical waren unterschiedlich; sowohl Michael Palin als auch Terry Jones äußerten öffentlich ihren Missmut über die Show, da sie ihrer Meinung nach nicht dem Erbe und der Tradition von Monty Python gerecht wurde.
Zwischen 1975 und 1977 trat er zweimal als moderierender Musiker in Lorne Michaels’ Show Saturday Night Live auf. Im Jahr 2005 wurde er bei der Wahl zum Comedian’s Comedian (deutsch etwa Komiker der Komiker) in Großbritannien von anderen Komikern und Kennern unter die 50 besten Komiker aller Zeiten gewählt.

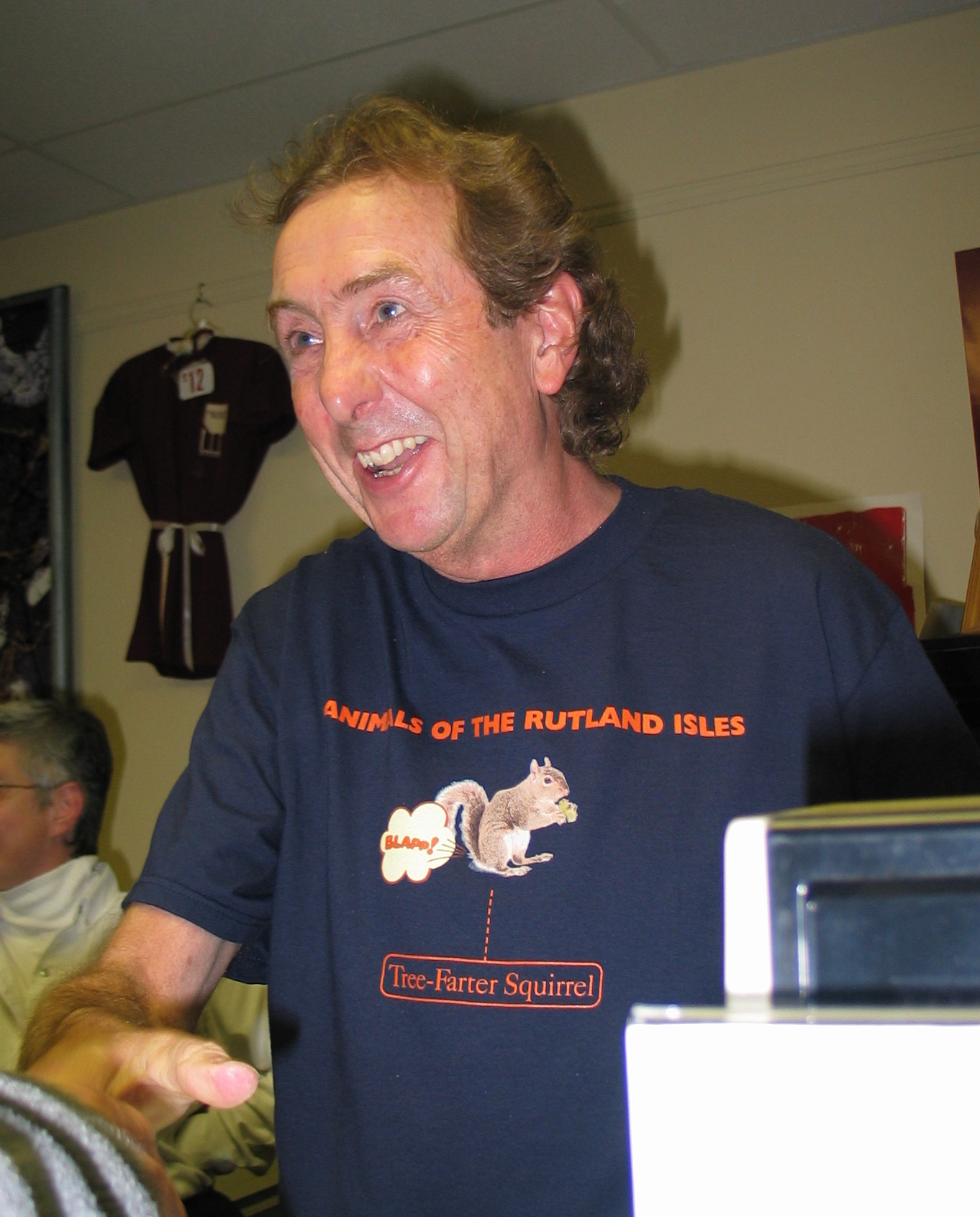
Eric Idle (2003)

Im Oktober 2018 veröffentlichte er eine Autobiografie (Titel: Always Look on the Bright Side of Life).

## Privatleben
Im Jahre 1969 heiratete Idle die Schauspielerin Lyn Ashley, mit der er einen Sohn hat (* 1973). Ashley spielte als Mrs Idle gelegentlich kleinere Rollen im Monty Python's Flying Circus. 1975 ließen sie sich scheiden. Seine jetzige Frau, Tania Kosevich, heiratete er im Jahr 1981. Sie haben eine gemeinsame Tochter (* 1990).
Idle lebt in Los Angeles.
Im September 2022 nahm Idle als Hedgehog an der achten Staffel der US-amerikanischen Version von The Masked Singer teil und erreichte den 21. Platz. Nach seiner Demaskierung machte er in Interviews seine überstandene Bauchspeicheldrüsenkrebs-Erkrankung öffentlich, wegen der er auch an der Sendung teilgenommen habe. Er wollte nach eigenen Angaben herausfinden, ob er nach der Krankheit immer noch vor Publikum auftreten könne. Zudem erwähnte er, zusammen mit der Organisation Stand Up To Cancer einen Spendenfonds für Krebsforschung und -Früherkennung eingerichtet zu haben.

## Filmografie (Auswahl)
- 1969–1974: Monty Python’s Flying Circus (Fernsehserie, GB)
- 1971: Monty Pythons wunderbare Welt der Schwerkraft (And Now for Something Completely Different)
- 1975: Die Ritter der Kokosnuß (Monty Python and the Holy Grail)
- 1978: The Rutles – All You Need Is Cash (als Dirk McQuickley bzw. Paul McCartney; auch Regie)
- 1979: Das Leben des Brian (Life of Brian)
- 1982: Große Märchen mit Großen Stars. (Der Froschkönig) (auch Regie)
- 1983: Dotterbart (Yellowbeard)
- 1983: Der Sinn des Lebens (The Meaning of Life)
- 1985: Hilfe, die Amis kommen (National Lampoon’s European Vacation)
- 1986: Transformers – Der Kampf um Cybertron (Transformers:The Movie)
- 1987: The Mikado (als Ko-Ko in der TV-Version der Oper)[7]
- 1988: Die Abenteuer des Baron Münchhausen (The Adventures of Baron Munchausen)
- 1989: In 80 Tagen um die Welt (Around the World in 80 Days)
- 1990: Nonnen auf der Flucht (Nuns on the Run)
- 1991: Auf der Sonnenseite des Lebens (Missing Pieces)
- 1992: Mom und Dad retten die Welt (Mom and Dad Save the World)
- 1993: Und ewig schleichen die Erben (Splitting Heirs)
- 1995: Casper
- 1996: Sturm in den Weiden (Wind in the Willows)
- 1998: Fahr zur Hölle Hollywood (An Alan Smithee Film: Burn Hollywood Burn)
- 1998: Das magische Schwert – Die Legende von Camelot (Als Stimme von Devon)
- 1999: Dudley Do – Right
- 1999: South Park: Der Film – größer, länger, ungeschnitten (Als Stimme von Dr. Vosknocker)
- 1999: Pirates 4D (auch Drehbuch)
- 1999–2000: Susan (Fernsehserie, USA)
- 2000: 102 Dalmatiner (Als Stimme von Waddlesworth)
- 2002: The Rutles 2 – Can’t Buy Me Lunch (auch Regie)
- 2003: Hollywood Cops (Hollywood Homicide)
- 2003: Schöne Bescherung 2 – Eddie geht baden (Christmas Vacation 2: Cousin Eddie's Island Adventure)
- 2004: Ella – Verflixt & zauberhaft (als Erzähler)
- 2007: Shrek der Dritte (Shrek the Third, als Stimme von Merlin)
- 2015: Zufällig allmächtig (Absolutely Anything, Stimme)

## Lieder
- Always Look on the Bright Side of Life (aus Das Leben des Brian)
- The FCC-Song (Song unter anderem gegen die FCC sowie die Politik von George W. Bush)
- Galaxy Song (aus Der Sinn des Lebens)
- High Energy (mit Robert Wuhl aus Auf der Sonnenseite des Lebens)
- That’s Death (Titelsong des Point&Click-Adventuregames Discworld 2 nach den Romanen von Terry Pratchett, nach dem Song That’s Life von Frank Sinatra)

## Computerspiele
Im 1995 erschienenen Scheibenwelt-Computerspiel Discworld verlieh er dem Protagonisten Rincewind seine Stimme. Auch im Nachfolger Discworld II – Vermutlich vermisst war er als dessen Synchronisation zu hören, zusätzlich komponierte und sang er den Titelsong That’s Death.